# باكاري ساري
باكاري بوبا ساري (بالفرنسية: Bakary Saré)‏ (مواليد 5 مايو 1990 في أبيدجان) هو لاعب كرة قدم بوركيني، يلعب مع نادي موريرينسي.

## مسيرته الكروية
لعب باكاري ساري خلال مسيرته الاحترافية مع 8 أندية في ثلاثة عشر موسمًا وسجل خلالها 6 أهداف ضمن 134 مباراة. حيث فاز في موسمين بالكأس وفي أربعة مواسم بالدوري.
خاض باكاري ساري مسيرته مع نادي رويال أندرلخت في موسم 2007–08 واستمر معه طيلة ثلاثة مواسم، مشاركًا في 28 مباراة ولم يسجل أي هدف. ثم انتقل إلى نادي روسنبورغ ما بين عامي 2010 و2011 لمدة موسم واحد، حيث شارك في 3 مباريات ولم يسجل أي هدف أيضًا. لينتقل بعدها إلى نادي سي إف آر كلوج في موسم 2010–11 واستمر معه طيلة ثلاثة مواسم، مشاركًا في 24 مباراة ولم يسجل أي هدف أيضًا. ثم انتقل إلى نادي العين في موسم 2013–14 لمدة موسم واحد، لم يشارك في أي مباراة ولم يسجل أي هدف أيضًا. هذا وانتقل لاحقًا إلى نادي فيتوريا دي غيماريش في موسم 2014–15 ولمدة موسمين، مشاركًا في 45 مباراة سجل خلالها 5 أهداف. ثم انتقل بعدها إلى نادي موريرينسي في موسم 2016–17 لمدة موسم واحد، مشاركًا في 12 مباراة ولم يسجل أي هدف. ليعود وينتقل من جديد، لكن هذه المرة إلى نادي بيلينينسش في موسم 2017–18 لمدة موسم واحد، مشاركًا في 14 مباراة سجل خلالها هدفًا واحدًا.

## الألقاب
أندرلخت
- كأس بلجيكا: 2007–08
- الدوري البلجيكي للمحترفين: 2009–10
- كأس السوبر البلجيكي: 2010

روزنبورغ
- الدوري النرويجي الممتاز: 2010

سي إف آر كلوج
- دوري الدرجة الأولى الروماني: 2011–12

دينامو زغرب
- الدوري الكرواتي الممتاز: 2013–14

## روابط خارجية
- باكاري ساري على موقع الاتحاد الأوربي (الإنجليزية)
- باكاري ساري على موقع قاعدة بيانات كرة القدم.إي يو (الإنجليزية)
- باكاري ساري على موقع ناشيونال فوتبول تيمز (الإنجليزية)
- باكاري ساري على موقع Soccerway.com (الإنجليزية)
- باكاري ساري على موقع عالم كرة القدم.نت (الإنجليزية)
- باكاري ساري على موقع AS.com (الإسبانية)
- باكاري ساري على Footballdatabase